# Westvorstadt (Pirna)

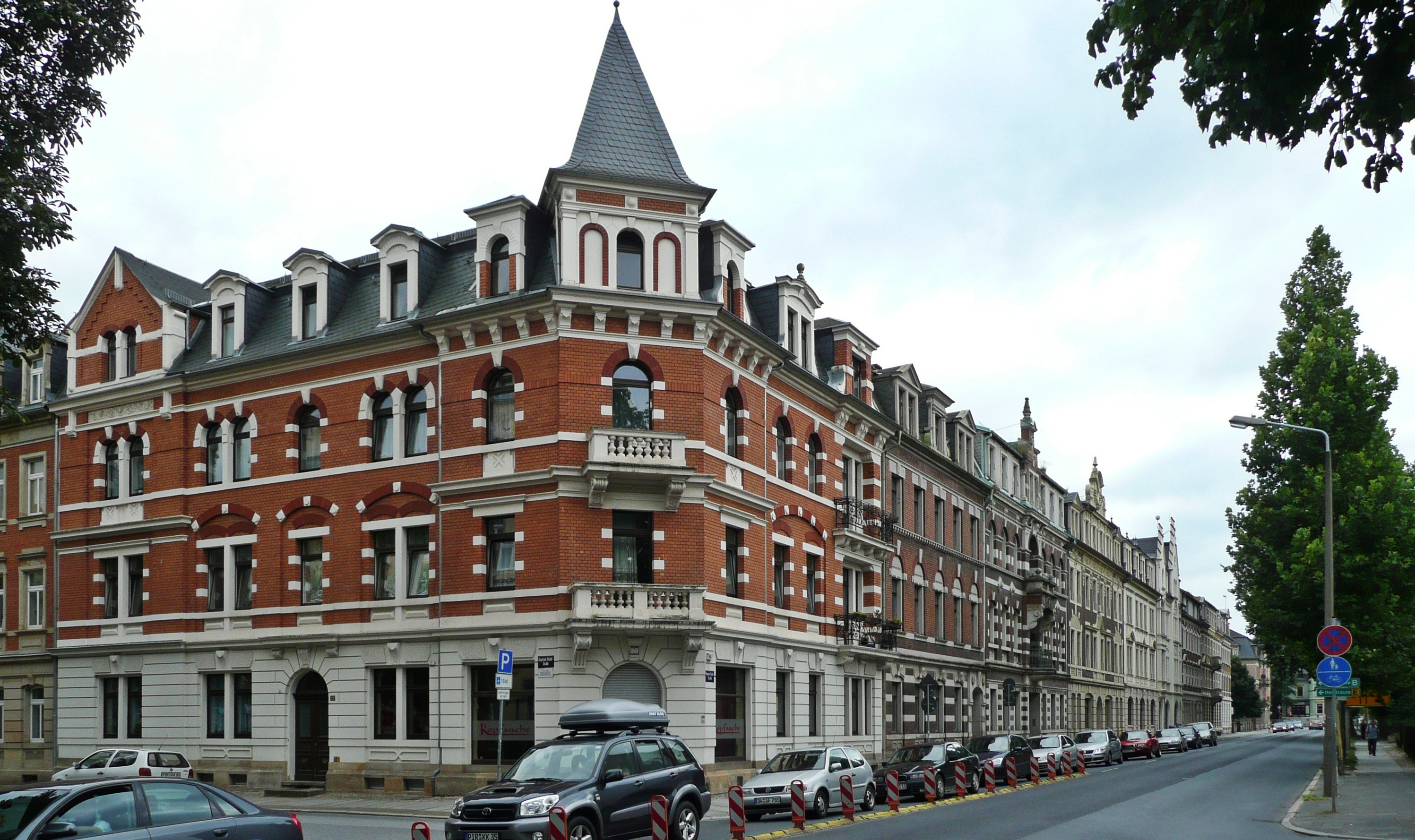
Typische gründerzeitliche Bebauung (um 1900) der Pirnaer Westvorstadt entlang der Maxim-Gorki-Straße

Die Westvorstadt ist ein Stadtteil von Pirna, der Kreisstadt des Landkreises Sächsische Schweiz-Osterzgebirge.

## Geographie

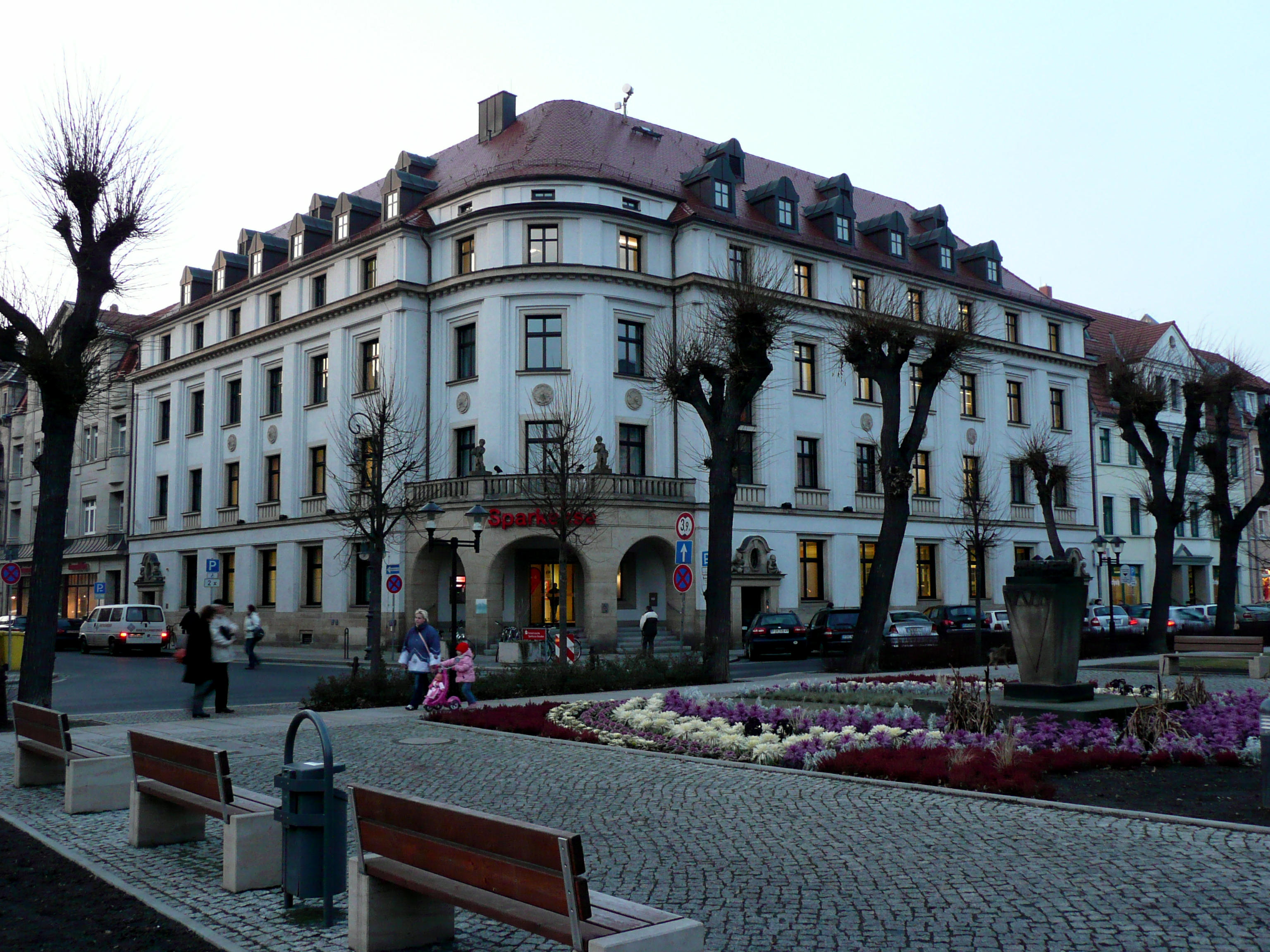
Blick von der ehemaligen Wallanlage an der Grohmannstraße auf das östliche Ende der Gartenstraße, das markante Eckhaus der Sparkasse entstand 1925/26 nach einem Entwurf von 1914

Die Westvorstadt ist eine Vorstadt innerhalb der Gemarkung Pirna, die der Pirnaer Altstadt westlich vorgelagert ist. Ihr zentrales, zusammenhängend bebautes Gebiet liegt linkselbisch zwischen Grohmannstraße im Osten, Königsteiner Straße (Bundesstraße 172) im Süden, Maxim-Gorki-Straße im Westen und der Bahnstrecke Dresden–Děčín im Norden. Sie wird von der Gottleuba durchflossen, die unmittelbar unterhalb der Westvorstadt in die Elbe mündet.
Die Stadtbrücke Pirna verbindet die Westvorstadt mit dem Stadtteil Copitz am gegenüberliegenden Elbufer. Im Nordwesten der Westvorstadt befinden sich der Bahnhof Pirna sowie der Busbahnhof. Dies ist ein zentraler ÖPNV-Knotenpunkt des Landkreises. In der Westvorstadt steht auch die denkmalgeschützte Möbelfabrik Hengst.

## Geschichte

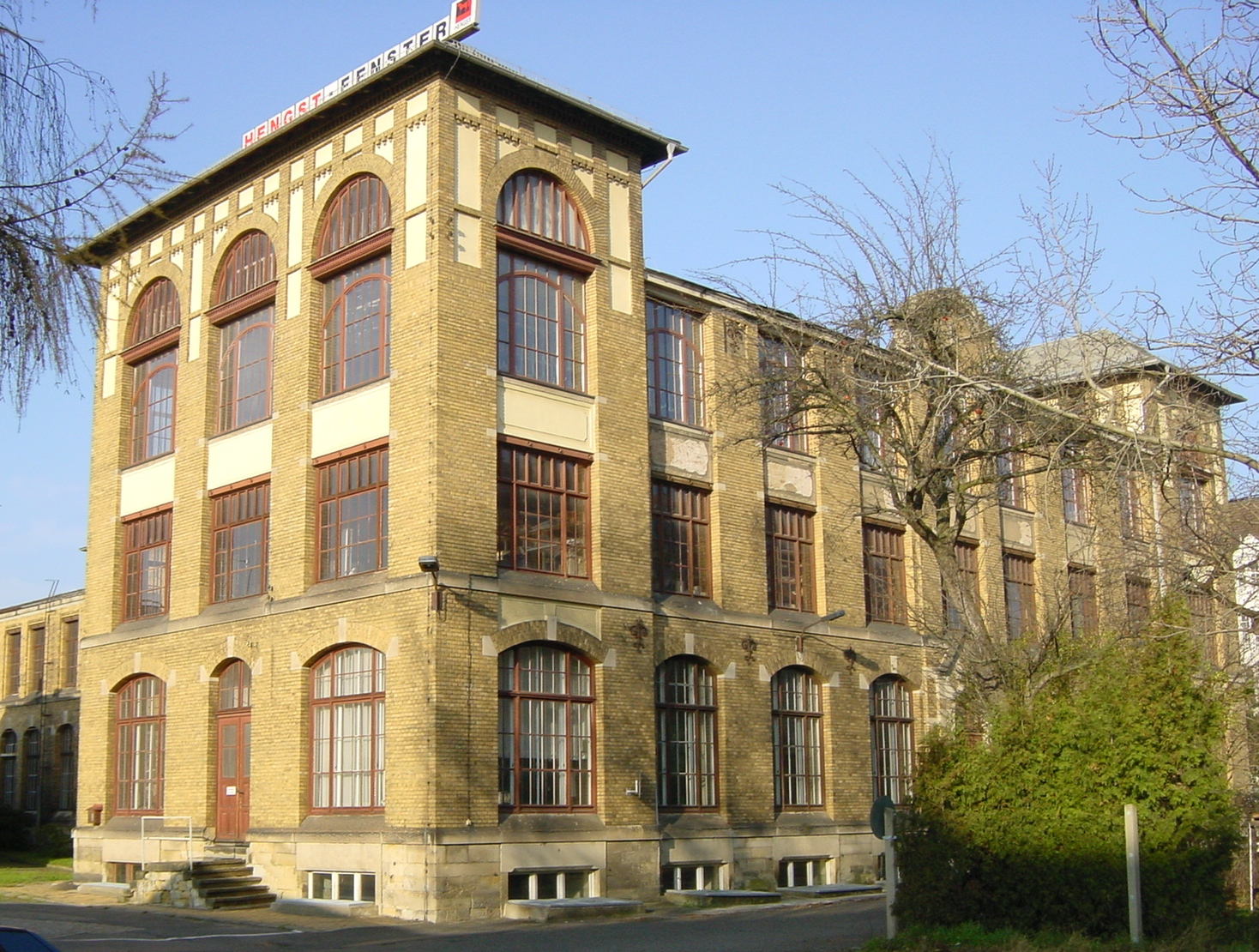
Das Hauptgebäude der ehemaligen Möbelfabrik Hengst (1899/1900) in der Maxim-Gorki-Straße

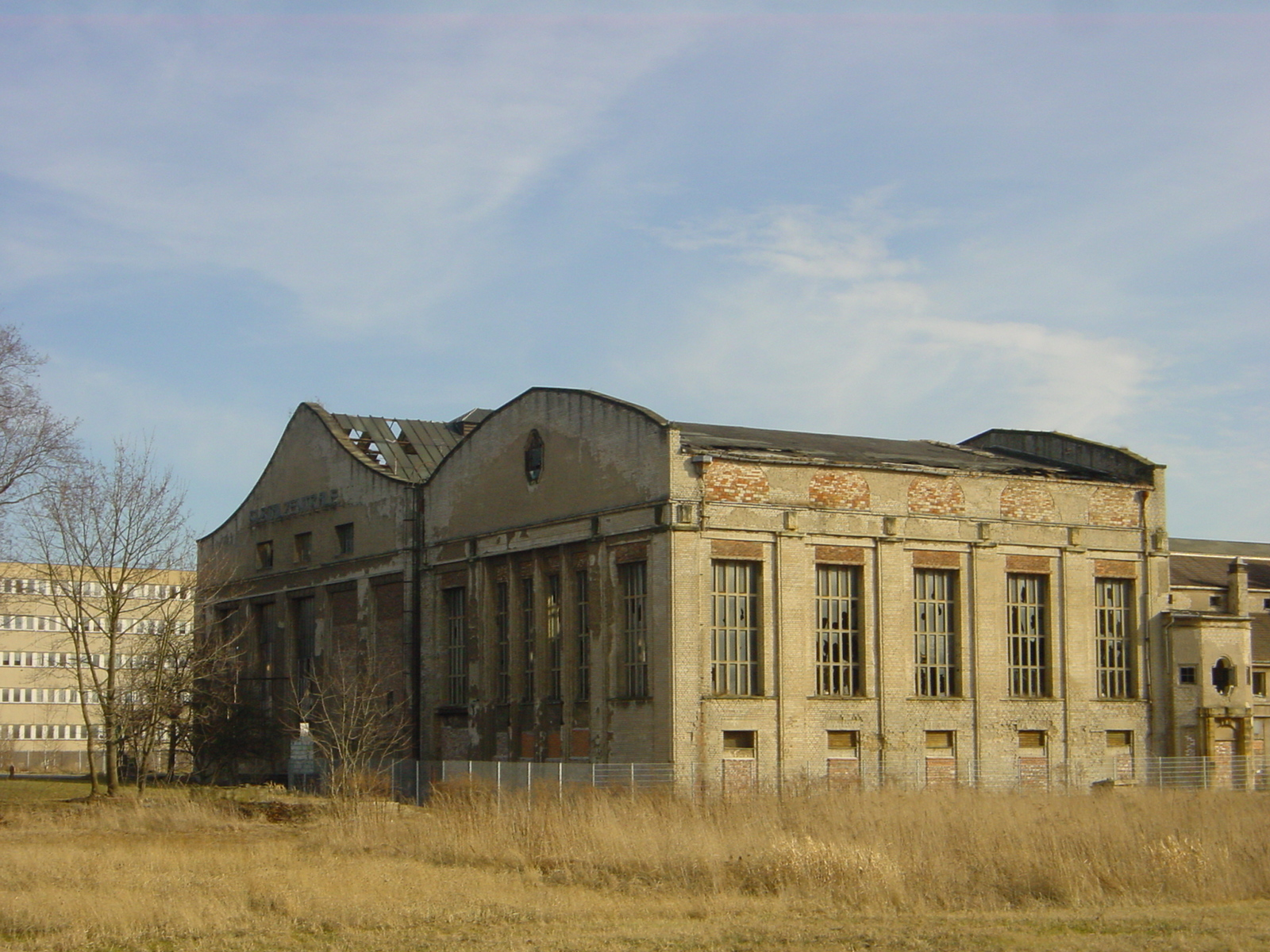
Die Elbtalzentrale, das erste Elektrizitätswerk in Pirna

Im Bereich der heutigen Westvorstadt war bereits im 15. Jahrhundert eine locker bebaute Siedlung außerhalb der Pirnaer Stadtmauern vorhanden. Sie bestand vorwiegend aus einzeln stehenden Garten- und Wohnhäusern mit ausgedehnten Gärten. 1412 wird erstmals die „Nuwingaßin vor der stat“ (heute Klosterstraße) erwähnt. Im Jahre 1452 kaufte der Rat von Pirna Gärten der „Nuwegasse, Vogilgasse, Dresdenische und Breitegassen“ von einem Herrn von Bünau auf Schloss Weesenstein und bekam urkundlich die Zinsen übertragen. Die „Vogelgasse“ ist heute die Gartenstraße und die „Dresdenische Gasse“ die Bahnhofstraße. Bis ins 19. Jahrhundert beschränkte sich die Westvorstadt im Wesentlichen auf das Gebiet entlang dieser drei Straßen. An den von der Seidewitz bzw. der Gottleuba gespeisten Mühlgräben arbeiteten außerdem die Nieder- und die Brethmühle.
Den wesentlichen Anstoß zur weiteren baulichen Erschließung der Westvorstadt gab die 1872/75 erfolgte Errichtung der Stadtbrücke Pirna und die damit verbundene Verlagerung des Pirnaer Bahnhofs an seinen heutigen Standort. Der etwa 700 Meter vor der ehemaligen Stadtmauer gelegene Bahnhof bildete einen neuen Orientierungspunkt der Stadtentwicklung. 1886 wurde der „Bebauungsplan Westvorstadt“ vorgelegt, der die Anlage eines Straßennetzes bis an die ebenfalls im Entstehen begriffenen Industriegebiete an den Fluren der Nachbargemeinden Heidenau, Großsedlitz und Kleinsedlitz vorsah.

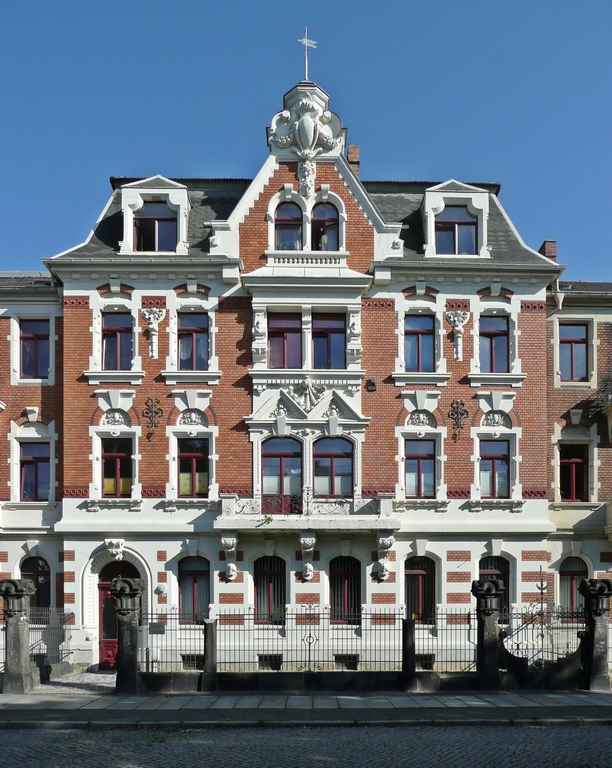
Reich verzierte Gründerzeitfassade eines Hauses in der Gartenstraße der Pirnaer Westvorstadt

Basierend auf diesem Bebauungsplan setzte in den 1890er Jahren eine intensive gründerzeitliche Bautätigkeit ein. Die vorhandenen einzeln stehenden Wohn- und Gartenhäuser wichen größtenteils einer Blockrandbebauung. Im Umfeld des Bahnhofs kam es zu einer Vereinzelung und Auflockerung der Bebauung in Form frei stehender villenartiger Gebäude. Äußerlich sind die Häuser von einem reichen Formengut des Historismus geprägt, vereinzelt finden sich auch Jugendstilelemente. Die Fassaden sind mit Sandstein und Backstein reich verziert. Typisch sind auch die schmiedeeisernen Zäune der Villen.
Für die verkehrsmäßige Erschließung der Westvorstadt war der Bau der Gottleubabrücke im Zuge der Maxim-Gorki-Straße bedeutsam. Mit dem Brückenbau entstand eine durchgehende Verbindung von der Elbbrücke über den Bahnhof zur Königsteiner Straße/Dresdner Straße (heute Bundesstraße 172). An der Maxim-Gorki-Straße entstand 1899/1900 auf dem Gelände der Brethmühle die Möbelfabrik Hengst, die heute zusammen mit der Elbtalzentrale der bedeutendste bauliche Sachzeuge der Industrialisierung in Pirna ist. Mit dem Durchbruch der Jacobäerstraße (benannt nach dem Apotheker Theophilus Jacobäer) erhielt die Westvorstadt 1891 eine direkte Anbindung an die historische Altstadt.
In der Zeit der DDR verfielen die Gebäude. Die damalige Staats- und Parteiführung trieb statt eines Engagements für den Erhalt der Bauten eigene Neubauprojekte voran, so zum Beispiel auf dem Sonnenstein. Erst nach der Wende gelang durch umfangreiche Sanierungsmaßnahmen die Bewahrung zahlreicher Gebäude vor dem weiteren Verfall.